# Saint-Divy
Saint-Divy (bretonisch Sant-Divi) ist eine französische Gemeinde im Département Finistère im Westen der Bretagne mit 1602 Einwohnern (Stand: 1. Januar 2022). Sie gehört zum Arrondissement Brest und ist Mitglied im Gemeindeverband Communauté d’agglomération du pays de Landerneau-Daoulas. Die Bewohner werden Saint-Divyens und Saint-Divyennes genannt.

## Geografie

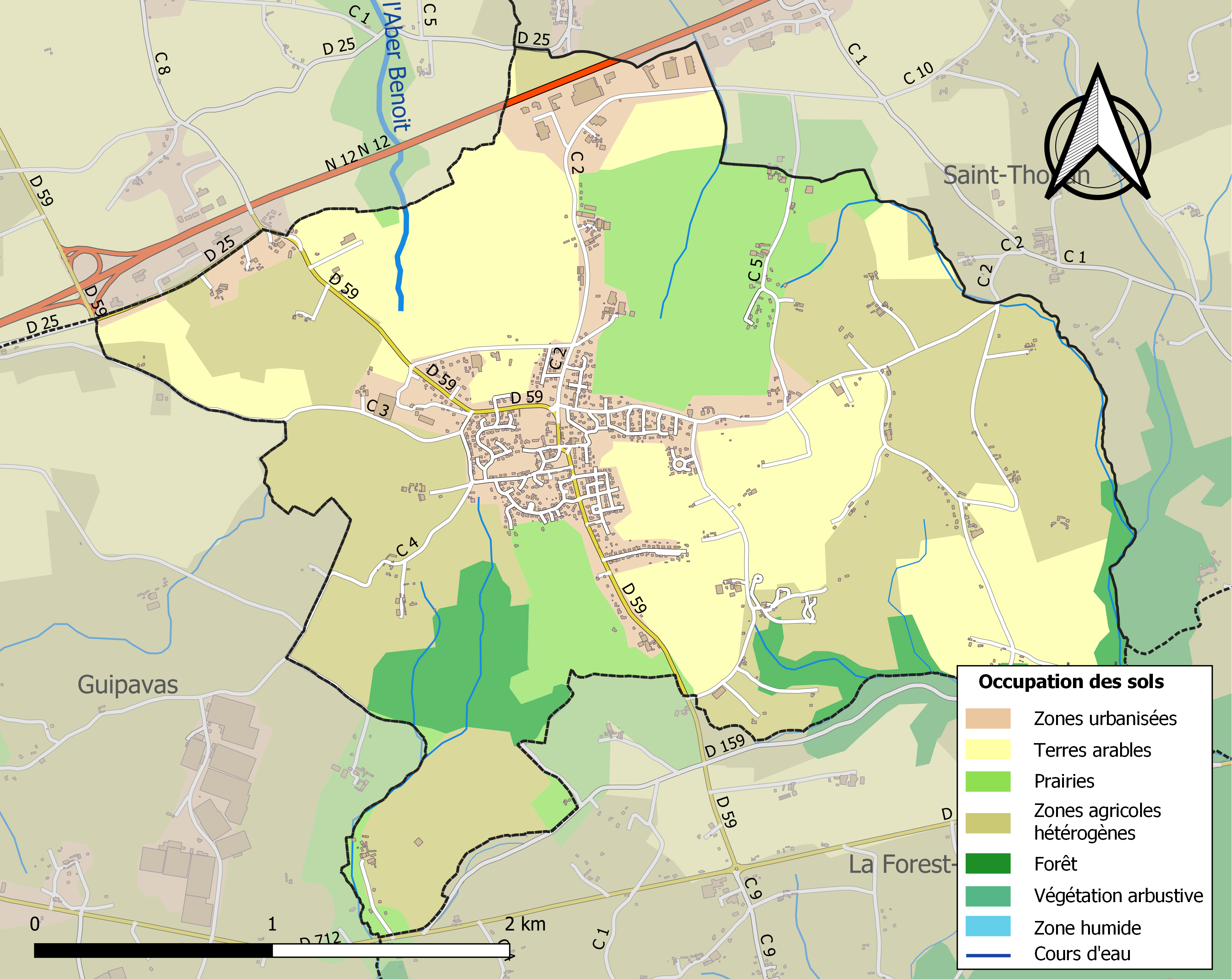
Bodennutzung, Hydrografie und Infrastruktur der Gemeinde (2018)

Saint-Divy befindet sich in der historischen Provinz Pays de Léon, etwa 13 Kilometer nordöstlich von Brest. Der Küstenfluss Aber Benoît entspringt auf dem Gemeindegebiet unweit der nördlichen Gemeindegrenze. Im Süden von Saint-Divy entspringen mehrere kleinere Wasserläufe, die südwärts abfließen und in den Élorn münden.
Das Gebiet von Saint-Divy ist Teil der ZNIEFF-Naturzone „Forêt de Landerneau“ (530010393). Etwa 80 % der Fläche der Gemeinde werden landwirtschaftlich genutzt, etwa 7 % sind bewaldet, vor allem im Süden entlang der Wasserläufe.
Umgeben wird Saint-Divy von den fünf Nachbargemeinden:
| Kersaint-Plabennec |                                             | Saint-Thonan |
|                    | Kompassrose, die auf Nachbargemeinden zeigt | Landerneau   |
| Guipavas           | La Forest-Landerneau                        |              |

## Geschichte
Der heilige David von Menevia oder Divy, Sohn von Ceredig und der heilige Nonne, wurde in Dirinon geboren. Während seiner Wanderungen in Aremorica blieb er eine Zeit lang in der Nähe von Guipavas, einem Ort, an dem es im Mittelalter ein befestigtes Herrenhaus namens Lésivy gab, in dessen Nähe sich die Wachen der Region trafen. Um dieses Herrenhaus gruppierten sich nach und nach die Häuser der Bauern, die die Gemeinde Saint-Divy bildeten, Filialgemeinde von La Forêt.

## Bevölkerungsentwicklung
| Jahr                       | 1962 | 1968 | 1975 | 1982 | 1990 | 1999 | 2006 | 2013 | 2020 |
| Einwohner                  | 529  | 533  | 745  | 1141 | 1413 | 1407 | 1321 | 1444 | 1572 |
| Quellen: Cassini und INSEE |      |      |      |      |      |      |      |      |      |

## Sehenswürdigkeiten
- Die Kirche Saint-Divy wurde ab 1531 in zwei Baumaßnahmen errichtet, zwischen denen offenbar ein Trägerwechsel stattgefunden hat, was die im Bau sichtbare Änderungen erklärt. Die Innenausstattung wurde im letzten Viertel des 17. Jahrhunderts vollständig umgestaltet mit bemalten Täfelungen aus dem Jahr 1676, die die Legende von des heiligen Divy darstellen, und ein Mobiliar, das ein bemerkenswert kohärentes Ganzes bildet. Im 18. Jahrhundert wurde an der Südseite der Apsis eine Sakristei angebaut und der vom Blitz getroffene Glockenturm wurde 1823 wieder aufgebaut. Die Kirche birgt zahlreiche Ausstattungsgegenstände, die in der Base Palissy gelistet sind, darunter eine große Anzahl, die als Monument historique der beweglichen Objekte klassifiziert sind. Der Calvaire am Eingang, der sich früher an der Stelle des Kriegerdenkmals befand, nahm 1919 seinen heutigen Platz ein, als der Friedhof erweitert wurde. Der Calvaire auf dem Friedhof stammt ursprünglich von einem anderen Ort in der Gemeinde und erst 1967 dort angebracht. Diese beiden Calvaires stammen aus dem 16. Jahrhundert. Die Kirche ist zusammen mit den Mauern der Umfriedung und dem Calvaire seit 1995 als Monument historique eingeschrieben.
- Das Herrenhaus La Haye präsentiert sich als großes rechteckiges einstöckiges Gebäude mit sechs Jochen, flankiert von einem erhöhten Körper an der Nordfassade. Die kleine Kapelle mit durchbrochenem Glockenturm datiert aus dem Jahr 1716. In der Gegend wurden Reste einer mittelalterlichen Festung gefunden (Überreste einer elliptischen Anlage mit Wassergraben und Fundamente eines quadratischen Bergfrieds). Fassaden, Dächer und Innentreppe sind seit 1977 als Monument historique eingeschrieben.

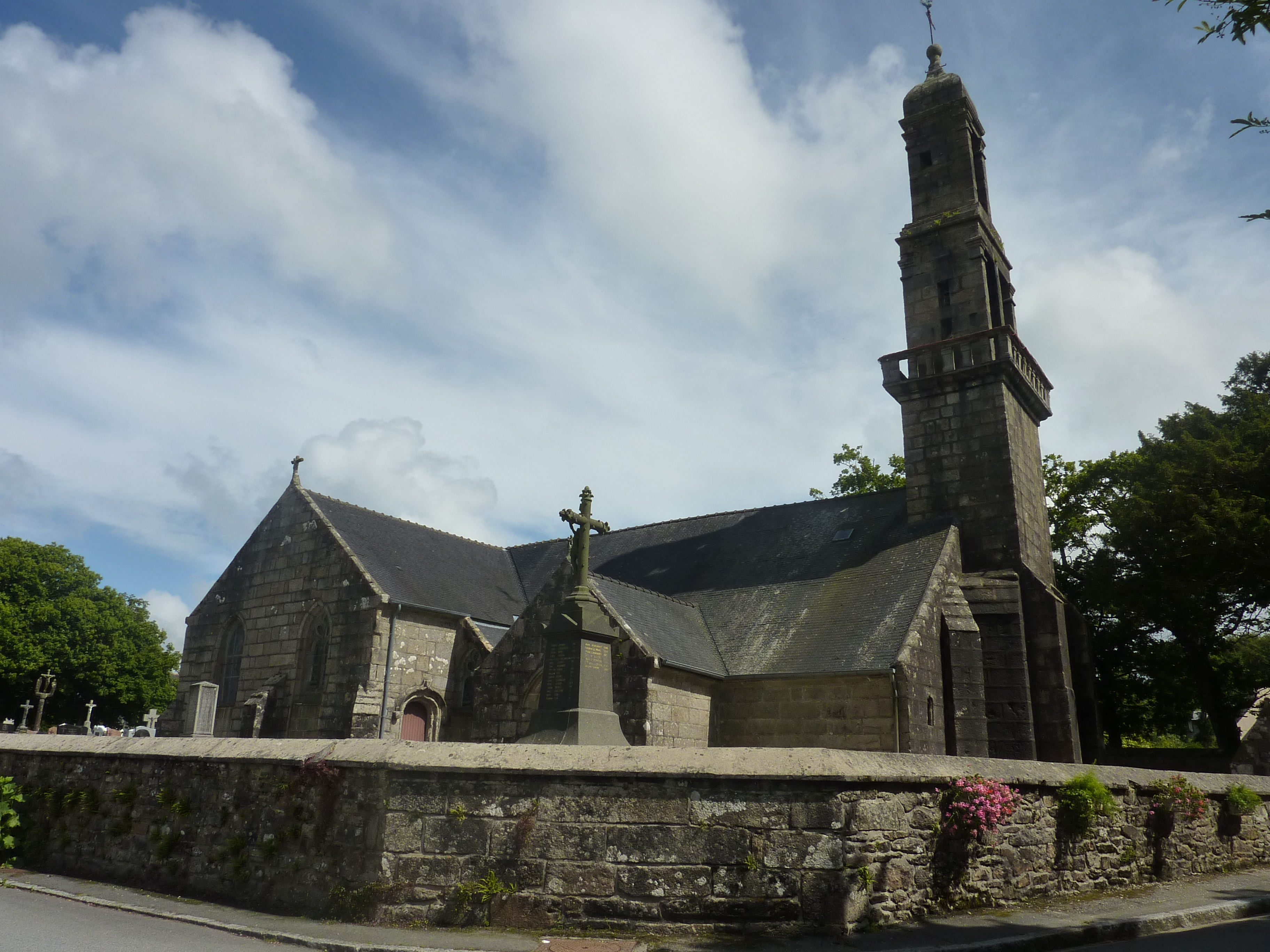
Kirche Saint-Divy
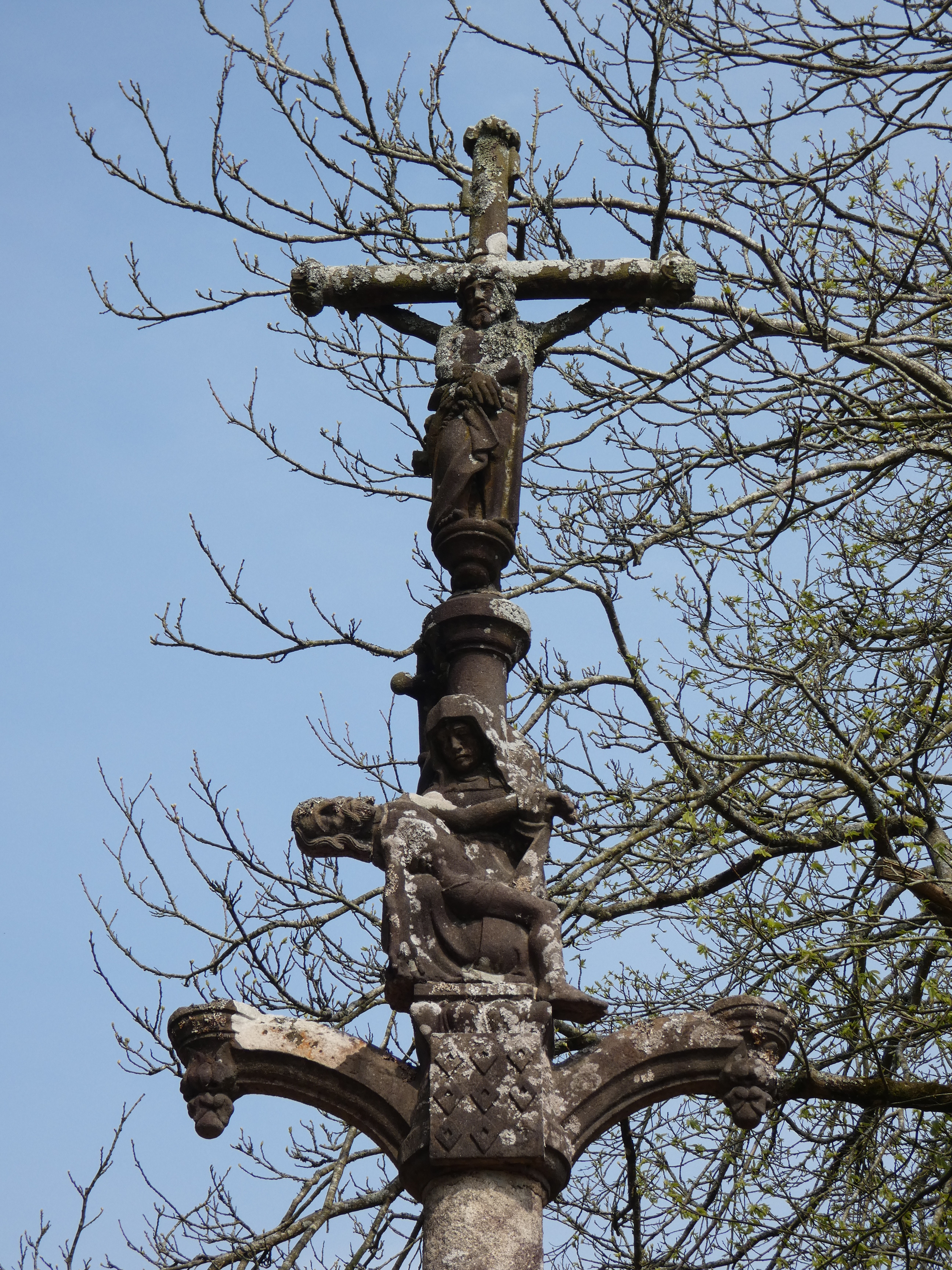
Calvaire

## Verkehr
Obwohl die autobahnähnlichen Route nationale 12 von Paris nach Brest und die Departementsstraße 712, die ehemalige Route nationale 12, im Norden bzw. im Süden unweit außerhalb des Gemeindegebiets verlaufen, ist die Gemeinde selbst nur von lokalen Straßen durchsetzt. Einzig die Departementsstraße 59 durchquert das Zentrum von Saint-Divy und verbindet es mit Kersaint-Plabennec im Norden und mit La Forest-Landerneau im Süden. Busse einer Linie der regionalen Transportgesellschaft BreizhGo bedienen eine Haltestelle in Saint-Divy und verbinden die Gemeinde mit Brest und Ploudaniel.